# Benediktinerinnenkloster Saint-Nicolas-du-Port
Das Benediktinerinnenkloster Saint-Nicolas-du-Port war von 1812 bis 1904 ein Priorat der Benediktinerinnen vom Heiligsten Sakrament in Saint-Nicolas-de-Port im Département Meurthe-et-Moselle (Bistum Toul) in Frankreich.

## Geschichte
Mechtilde de Bar, seit 1654 Priorin des ersten Klosters der Kongregation der Benediktinerinnen vom Heiligsten Sakrament in Paris, gründete 1664, 1666 und 1669 Tochterklöster in Toul, Rambervillers und Nancy. Nach der Schließung dieser Klöster durch die Französische Revolution im Jahre 1792 konnte ein Teil der Nonnen im Untergrund überleben. 1812 tat man sich zusammen und besiedelte in Saint-Nicolas-de-Port (bei Nancy) das leerstehende Kloster der Augustiner-Chorfrauen. Zeitgenössische Quellen kennen das Kloster unter dem Namen Dames religieuses Bénédictines de l’adoration perpétuelle du Saint-Sacrement oder Dames de la Charité dites de Saint-Benoît. Es hielt sich bis 1904. Von der letzten Priorin, die 1921 in einer Wohnung in Nancy lebte, ist ein Brief erhalten. Heute sind von dem Kloster keine Reste mehr vorhanden.

### Tochtergründungen
Das Kloster entwickelte Mitte des 19. Jahrhunderts eine erhebliche Dynamik. 1856 konnte von dort das Benediktinerinnenkloster Bayeux gerettet werden, das heute noch besteht, ebenso wie das 1862 von Saint-Nicolas-de-Port gegründete Benediktinerinnenkloster Rosheim. 1854 ging auf Betreiben des Trierer Bischofs Wilhelm Arnoldi von Saint-Nicolas-du-Port die erste deutsche Gründung der Benediktinerinnen vom Heiligsten Sakrament aus, das Kloster Trier-Gartenfeld, seit 1869 selbständig, seit 1888 unter dem Namen „Bethanien“, seit 1922 in Trier-Kürenz. Joseph Alois Faller inspirierte sich im Kloster Saint-Nicolas-du-Port für die Gründung der Kongregation der Benediktinerinnen der Anbetung.